# Mensenzoon
De Mensenzoon (ook wel Zoon des mensen) is in vroege joodse bronnen een goddelijke gestalte naast God zelf. Die bronnen zijn zowel boeken binnen de Hebreeuwse Bijbel als daarbuiten. De aanname van die gestalte hangt nauw samen met vroege joodse speculaties over twee aspecten. Het eerste is die over de verschijningsvorm van God. Het tweede aspect betreft speculaties over de aanname die God zag in de vorm van een oude man naast een jonger eveneens menselijk uitziend personage die gezamenlijk de goddelijke troon deelden dan wel twee gelijkwaardige tronen bezetten. 

## Joodse bronnen en speculaties
De aanname over de verschijningsvorm van God is al te vinden in de passage in  Genesis 1:  ‘God zei: Laten wij  mensen maken die ons evenbeeld zijn, die op ons lijken …...  En God schiep de mens als zijn evenbeeld; als evenbeeld van God schiep Hij hem; mannelijk en vrouwelijk schiep Hij de mensen‘. 
In het Bijbelboek  Daniël 7: 9-14 wordt in een van de beschreven visioenen van  Daniël  het tweede aspect beschreven.  Het verhaal is gesitueerd tijdens de Babylonische ballingschap ( zesde eeuw v. Chr.). Feitelijk is het geschreven in de hellenistische periode en de min of meer definitieve versie dateert van de periode van de vervolging van joden door  Antiochus Epiphanes in 176-164 v. Chr.  Daniël ziet in een visioen vier dieren uit de zee komen. De tiende hoorn van het meest vervaarlijke beest uit zeer arrogante woorden. In de hemel belegt een oude wijze een bijeenkomst die dat beest veroordeelt. Het visioen vervolgt met 'In mijn nachtelijke visioenen zag ik dat er met de wolken van de hemel iemand kwam die eruitzag als een mens. Hij naderde de oude wijze en werd voor hem geleid. Hem werden macht, eer en het koningschap verleend, en alle volken en naties, welke taal zij ook spraken, dienden hem'. 
Hierna interpreteert de auteur het visioen. De vier beesten representeren vier koninkrijken. De vierde van deze is het Macedonische koninkrijk en de tiende en laatste koning daarvan tart en daagt God uit door de oorlog te beginnen met de  ‘heiligen des Allerhoogste, de engelbewaarders van Israël‘. De intronisatie van iemand die eruitzag als een mens  betekent dat de koninklijke macht, de soevereiniteit, heerschappij eeuwig zou zijn en dit nooit ten einde zou komen, zijn koningschap zou nooit te gronde gaan. Dit verhaal heeft parallellen in de  Kanaänitische mythologie waar El  triomfeert over de machten van de chaos onder aanvoering van Yamm (de zee).
Min of meer vergelijkbare  voorstellingen worden beschreven in het Bijbelboek Ezechiël, het verhaal van de Jakobsladder en buiten de bijbel in bijvoorbeeld de Openbaring van Abraham en het toneelstuk  Exagōgē van Ezechiël Tragicus. 
Heel expliciet wordt de Mensenzoon beschreven in  het boek van de gelijkenissen een van de delen van het  Eerste boek van Henoch.  Dat deel is geschreven in de periode van rond de aanvang van de jaartelling. Het maakt duidelijk dat ook in deze periode het monotheïsme binnen Israël nog niet volstrekt dominant was.   
In het verhaal verkeert Henoch in de hemel en ontvangt hij een aantal profetische visies over een eschatologische held die de Mensenzoon wordt genoemd. Die gestalte wordt ook als de Gezalfde, de Uitverkorene benoemd. De auteur leunt bij deze beschrijving op de messiaanse profetieën uit bijvoorbeeld  Daniël, Ezechiël en Jesaja. 
Aan het eind van het verhaal in dit deel wordt Henoch meegenomen naar de 'hemel van alle hemelen'. Hij wordt daar ontvangen  door God, de vier  aartsengelen en ontelbare andere engelen. Hij wordt daar  begroet als de mensenzoon zelf  ‘Dit is de Mensenzoon, de geboren Rechtvaardige. Rechtvaardigheid is altijd zijn deel en de rechtvaardigheid die altijd is verlaat hem niet. Uit naam van de komende wereld wenst Hij u vrede... iedereen zal wandelen in Zijn voetsporen, want rechtvaardigheid wijkt niet van Zijn zijde. Bij Hem zullen zij wonen en hun erfdeel is met Hem. Nooit in eeuwigheid zullen zij van Hem gescheiden zijn. Bij de Mensenzoon is dus lengte van dagen. De rechtvaardigen zullen voor altijd  vrede en een oprechte wandel kennen in de Naam van de 
Heer der geesten‘.  In het  Derde boek van Henoch  wordt Henoch uitgeroepen tot de Metatron,  die als plaatsvervanger en zaakwaarnemer van God ook de hemel en de aarde kan besturen. Hij krijgt de naam  de kleine Jahwe.

## In het Nieuwe Testament
In het Nieuwe Testament komt de uitdrukking Mensenzoon 81 keer in  de vier evangeliën voor. Daarnaast wordt de uitdrukking  gebruikt in de Brief aan de Hebreeën,  Openbaring en Handelingen. 
De uitdrukking wordt vrijwel alleen in de directe rede in 3e persoon enkelvoud door Jezus zelf gebruikt.   
Tegen de leerlingen zei hij: ‘Er komt een tijd dat jullie ernaar zullen verlangen een van de dagen van de Mensenzoon te zien, maar jullie zullen die dag niet meemaken.’
Een aantal keren wordt de uitdrukking op een wijze gehanteerd die duidelijk ontleend is aan het in Daniël beschreven visioen. 
Toen vroeg de hogepriester hem: ‘Bent u de messias, de Zoon van de Gezegende?’
Jezus zei: "Dat ben ik, en u zult de Mensenzoon aan de rechterhand van de Machtige zien zitten en hem zien komen op de wolken van de hemel.
Vanaf de negentiende eeuw zijn er op het vakgebied debatten gevoerd over de betekenis en duiding van de uitdrukking in het Nieuwe Testament. Die hebben niet tot een consensus geleid. Er is lang een stroming geweest die de Mensenzoon zag als noodzakelijke aanvulling op de ook in het Nieuwe Testament vermelde titel Zoon van God. Waar die titel het goddelijk karakter van Jezus bevestigde zou Mensenzoon dat ten aanzien van zijn menselijk karakter doen. Een andere opvatting zag de uitdrukking als een messiaanse  titel die de rol van Jezus bij zijn wederkomst bevestigt. Vanaf eind twintigste eeuw hebben  een aantal theologen de opvatting dat  waar Adam ook mens betekent de titel Mensenzoon betrekking heeft op de gehele menselijke lijn die van Adam tot aan Jezus loopt.

## In de gnostiek
In de gnostiek is het pleroma  de benaming voor de volheid, de structuur en verblijfplaats van de goddelijke wereld. Meestal is er aan de top van het pleroma sprake van een Vader, een Moeder en een Zoon. De Vader ziet zich weerspiegeld in het lichtwater dat hem omgeeft en realiseert zich dat hij zichzelf ziet. Die gedachte verzelfstandigt zich en dat creëert de Moeder, vaak aangeduid als de Eerste Gedachte of ook wel Barbelo. Zij ontvangt een lichtvonk van de vader en produceert een Licht, de Zoon. Die wordt door de Vader gezalfd en daarom de Gezalfde, Christus, genoemd.  
Er zijn in de gnostische literatuur echter ook constructies waar de hoogste god de Mens of Onsterfelijke Mens wordt genoemd en zijn directe emanatie de Zoon van de Mens.  Hier is duidelijk sprake van de invloed van de vroegere joodse speculaties inzake een niet strikt monotheïstisch godsbeeld. 
Bij de naässenen vormen de Mens en de Zoon van de Mens samen een androgyne eenheid, ook wel Adamas genoemd, waarboven nog een hoogste onbekende God aanwezig is. Het hoogste principe bij de ophieten werd de Eerste Mens  genoemd. Uit hem komt als Gedachte zijn Zoon voort die wordt aangeduid als de Zoon van de Mens of Tweede Mens. Er zijn in de gnostische literatuur, zoals in Eugnostus de Gelukzalige, ook nog constructies waar een Zoon van de Zoon van de Mens een rol als verlosser heeft. 